# Plugarul (obicei)

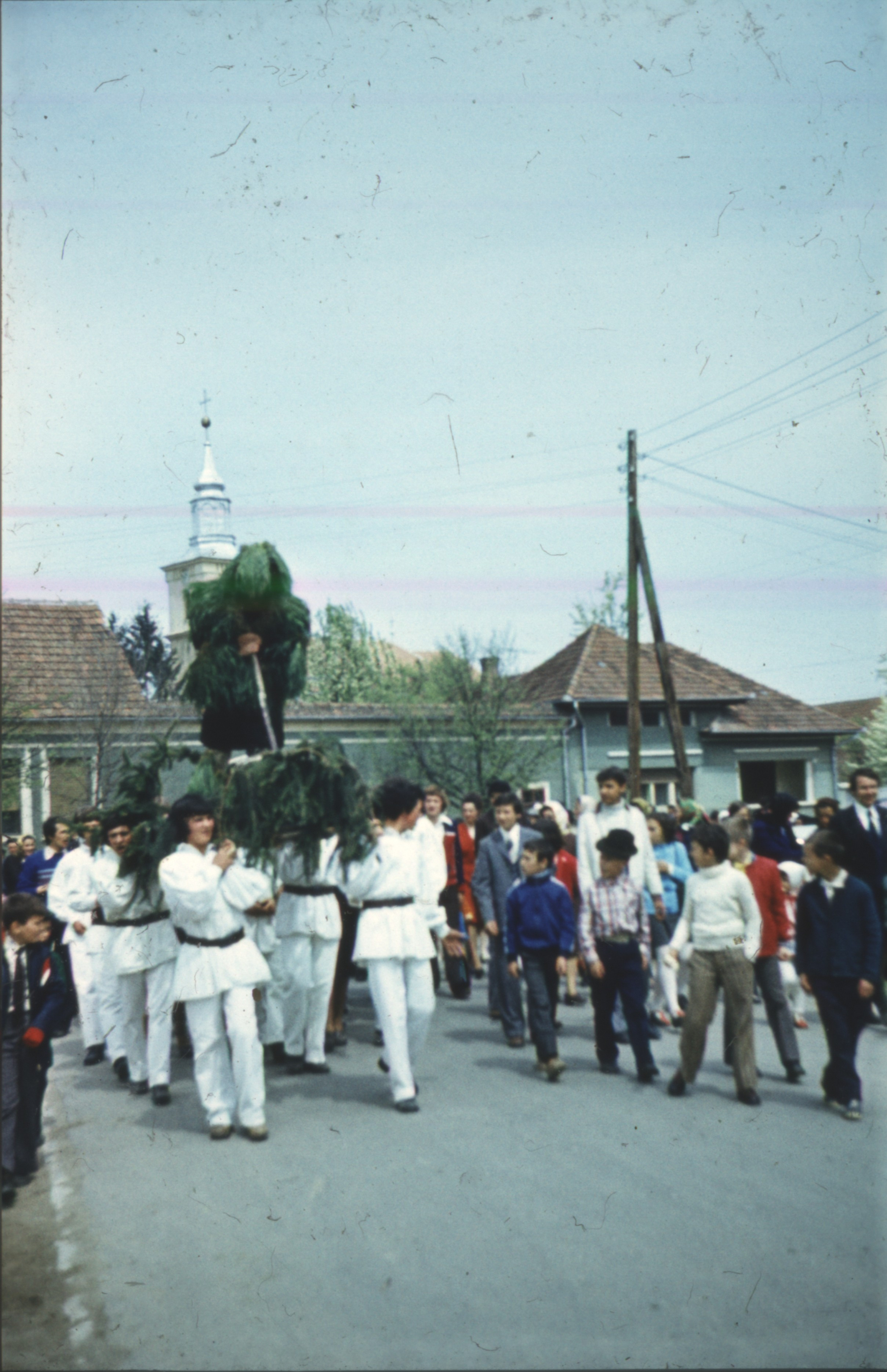
Plugarul, Vad,
1 mai 1978

Plugarul este un obicei folcloric prezent în câteva sate făgărășene, în care este sărbătorit cel mai harnic fecior din sat.  

## Descriere
Se desfășoară în a doua zi a Sfintelor Paști (în Lunea Luminată). Se sărbătorește feciorul care iese primăvara primul la arat, cu alte cuvinte, cel mai harnic fecior din sat. 
Este o atracție turistică, deosebit de frumoasă și destul de rară. În trecut, aria de răspânire a acestui obiecei era mai largă, dar în prezent îl mai întâlnim doar în vreo cinci sate făgărășene: Comăna de Jos, Cuciulata, Părău, Veneția de Jos, Vad. 
Un obicei arhaic, asemănător îl putem întâlni pe Valea Marei, în satele Hoteni, Hărnicești, Șugatag din județul Maramureș și se numește Boii Sângeorzului, iar un altul îl întâlnim tot în Maramureș, la Hoteni. Este vorba de Tânjaua. 
Pe Valea Mureșului, la Făgărău, există un obicei, atestat încă din secolul al XVII-lea, desfășurat în Lunea Luminată, denumit Fuga din tău, în care este cinstit primul plugar care iese primăvara la arat. 